# ГЕС Індірасагар
ГЕС Індірасагар — гідроелектростанція на заході Індії у штаті Мадх'я-Прадеш. Знаходячись між ГЕС Rani Avanti Bai Sagar (вище по течії) та ГЕС Омкарешвар, входить до складу каскаду на річці Нармада, яка тече у широтному напрямку між горами Віндх'я на півночі і Сатпура на півдні та впадає у Камбейську затоку Аравійського моря (можливо відзначити, що в сукупності регіон Віндх'я/Нармада/Сатпура відділяє Індо-Гангську рівнину від плоскогір'я Декану).
В межах проекту річку перекрили бетонною гравітаційною греблею висотою 92 метри та довжиною 654 метри, яка потребувала 1,4 млн м3 матеріалу. Разом з земляною греблею дамбою висотою 9 метрів та довжиною 688 метрів вона утримує водосховище з площею поверхні 913 км2 та об'ємом 12,2 млрд м3 (корисний об'єм 10 млрд м3), в якому припустиме коливання рівня поверхні в операційному режимі між позначками 243 та 262 метра НРМ.
Праворуч від греблі облаштували машинний зал, з'єднаний зі сховищем підвідним каналом довжиною 0,5 км та шириною 75 метрів. Його обладнали вісьмома турбінами типу Френсіс потужністю по 125 МВт, які при напорі від 50 до 69 метрів забезпечують виробництво 2628 млн кВт-год електроенергії на рік.
Відпрацьована вода повертається у річку по відвідному каналу довжиною 0,9 км.
Окрім виконання енергетичної функції, гідрокомплекс повинен здійснювати зрошення до 169 тисяч гектарів земель. Для цього прокладено лівобережний іригаційний канал довжиною 249 км, вода до якого подається від однієї з заток сховища через малу гідроелектростанцію з трьома турбінами потужністю по 5 МВт, за якою слідує тунель довжиною 3,3 км з діаметром 7,8 метра. На 93-му кілометрі траси основного каналу розташована насосна станція Пунаса, котра забезпечує підйом води на 39 метрів в іригаційний канал-відгалуження довжиною 83 км.